# Joaquín Llaverías Martínez
 Joaquín Llaverías Martínez (27 de julio de 1875 – 23 de noviembre de 1956) fue un  destacado escritor, investigador, periodista y archivero cubano nacido en La Habana. Dedicó 58 años de su vida a la conservación y difusión de la papelería conservada en el Archivo Nacional de Cuba. Fue director de esta institución y desarrolló una incesante labor histórico investigativa, periodística y trabajó incansablemente en la formación de archiveros. 

## Datos biográficos
Nació en La Habana el 27 de julio de 1875. A los veinte años era Bachiller en Artes y conocía el oficio de tipógrafo. Individuo de número de la Academia de la Historia de Cuba y de la Sociedad del Folclore de La Habana. Fue miembro del consejo de Archiveros y  Bibliotecarios celebrado en Bruselas  en 1910 y perteneció a la Sociedad Económica Amigos del País y a la Asociación de prensa de la República. Comendador  de la Orden Nacional deCarlos Manuel de Céspedes, Correspondiente de la Academia Dominicana de la Historia y de la del Uruguay. Correspondiente de la Sociedad Mexicana de Geografía y Estadística. Se incorporó a la insurrección armada. El 10 de diciembre  de 1895, alcanzó el grado de Capitán del Ejército Libertador.Al terminar la guerra y con el gobierno interventor en el poder, le ofrecen en 1899  una plaza de inferior categoría en el  Archivo Nacional  de Cuba. Desempeñó, además, otras importantes funciones en comisiones formando parte de tribunales de oposición de la Comisión del Servicio Civil. A propuesta suya, dicha institución comenzó, en 1902, la publicación de un Boletín, del cual fue jefe de redacción. Su labor por el mejoramiento del Archivo Nacional le hizo obtener sucesivamente posiciones de mayor responsabilidad, hasta que en 1921, y luego de aprobar un examen de suficiencia, se le designó Director, cargo que desempeñó hasta su muerte.  En 1937 y a tres años del centenario de la fundación del Archivo Nacional concibió la idea de gestionar fondos para la construcción de un digno edificio, dotado de un equipamiento moderno, justo en el mismo lugar que ocupaba en el Cuartel de Artillería de La Habana. Se inauguró el 23 de septiembre de 1944, con la presencia de archiveros de América Latina y el Caribe. Incansable fue su labor en la formación de archiveros. En el año 1945, promueve la realización de los primeros cursos con  asignaturas tales como:  Paleografía y Diplomacia, Archivología, Historia de Cuba, Administración y Generalidades Bibliográficas que abarcaban una duración de ocho semanas. Durante todos esos años trabajó de manera incansable en la clasificación y organización de grandes volúmenes de documentación, para lo cual introdujo las técnicas más modernas de la época, aplicadas, en ese entonces, en los archivos de Europa. Desarrolló el trabajo de investigación Historia de los Archivos de Cuba, que por muchos años constituyó una obra de referencia en Latinoamérica. Publicó varias obras importantes para la historiografía cubana. Joaquín Llaverías Martínez Falleció en su ciudad natal, La Habana, el 23 de noviembre de 1956.

## Obra publicada
- Historia de los archivos de Cuba, La Habana  1912.
- Cartas Inéditas de José Martí , La Habana  1920.
- Inventario General del Archivo de la Delegación del Partido Revolucionario Cubano en Nueva York (1892-1898) , en Tomo 1, La Habana  1921 (Archivo Nacional).
- Facciolo y La Voz del pueblo Cubano Discurso de ingreso a la Academia de la Historia de Cuba, leído la noche del 14 de junio de 1923.
- Diccionario Geográfico de la Isla de Cuba Publicó, anotó y prologó esta obra de José de J. Márquez.
- Discurso de contestación leído la noche del 11 de junio de 1926 en la Academia de Historia de  La Habana, en la recepción pública del Sr. Carlos Manuel de Trelles.
- Centón epistolario de Domingo del Monte . Tomo 4 y 5, La Habana 1938.
- Una misión cubana a México en 1896, leído en la Academia de Historia de  La Habana, en la recepción pública de Gonzalo de Quesada la noche del 7 de septiembre de 1939.
- Papeles existentes en el Archivo General de Indias relativos a  Cuba y muy particularmente a  La Habana, hizo la compilación de esta obra en 1931.
- Actas de las Asambleas de Representantes y del Consejo de Gobierno durante la Guerra de Independencia, en colaboración con Emeterio Santovenia recopiló y publicó los 6 volúmenes.
- Boletín de los Archivos de la Isla de Cuba, de 1902, Llaverías fue su jefe de redacción durante 54 años.

## Colaboraciones periodísticas
Colaboró en las publicaciones «Azul», «La Lucha», «El Mundo», «Revista Bimestre Cubana», «Social», «Revista del Círculo Militar y Naval», «La Discusión» y «El Score».

## Fuente
- Cuba en la Mano, Enciclopedia Popular Ilustrada, La Habana 1940. Imprenta UCAR, GARCÍA y CIA. Página 927.
- José Joaquín Llaverías, libertador, historiógrafo y taumaturgo del Archivo Nacional, por Emilio Roy de Leuchsenring, Oficina del Historiador de la Ciudad, La Habana,  1957.
- Diccionario de la Literatura Cubana, Tomo I, página 535, Editorial Letras Cubanas, 1980.